# B11 (Jamaica)
De B11 is een weg op Jamaica. De weg loopt vanaf de B5 in Falmouth naar de A1 bij Golden Grove. Vanaf Claremont
loopt een zijtak naar Saint Ann's Bay. Dit is het oude tracé van de A1. De weg is ca. 69,8 km lang.
T1 · T2 · T3
A1 · A2 · A3 · A4
B1 · B2 · B3 · B4 · B5 · B6 · B7 · B8 · B9 · B10 · B11 · B12 · B13